# Onzil
Un onzil (ou osele ou musele) est un couteau de jet des ethnies de l'est du Gabon (Kota, Fang, Mbété, etc.).

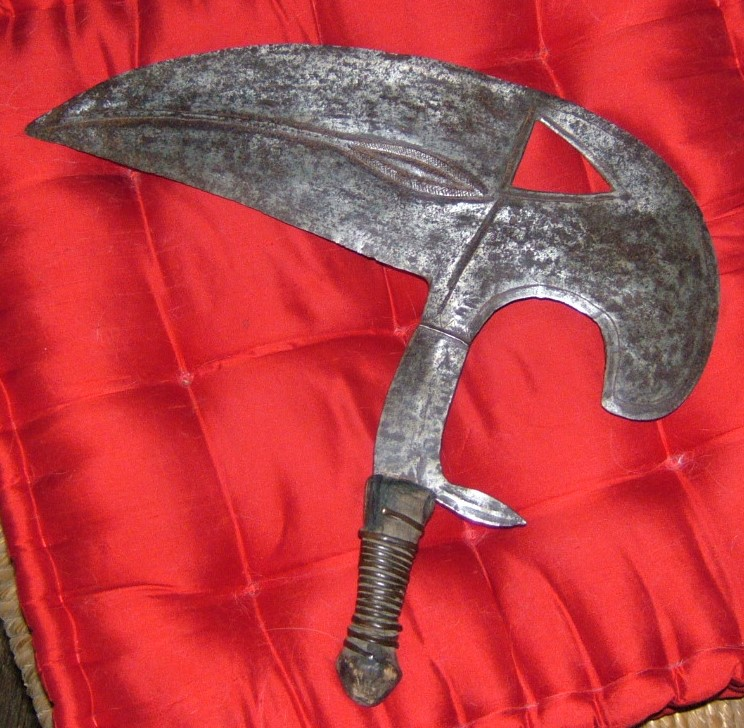
Onzil du Gabon

## Caractéristiques
Proche d'une hache dans sa conception, l'onzil possède une lame en forme de bec de calao, assez fine mais robuste. Leur manche souvent en bois est recouvert de fil de cuivre, de fer ou de laiton, parfois ils sont en ivoire. Les onzils serviraient d'armes sacrificielles ou pour les corps à corps.
Les Kotas les nommaient osele ou musele, et les Fangs, qui les dotaient parfois d'un manche plus long, les appelaient plutôt onzil, le nom est resté.

## Galerie

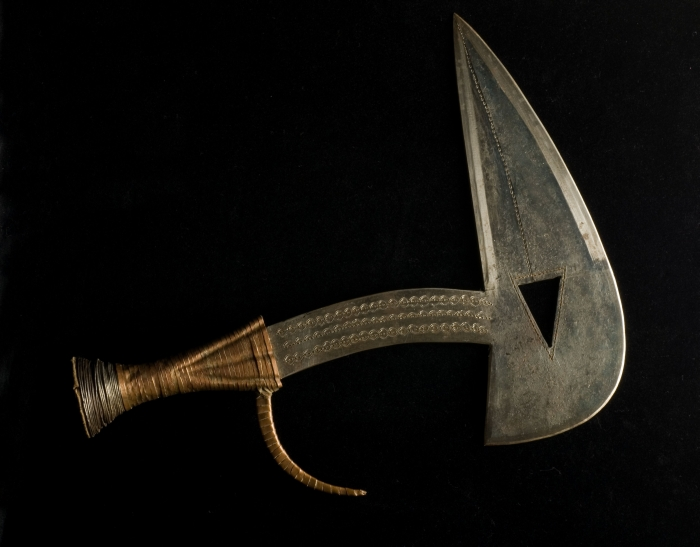
Onzil classique en forme de bec de calao
Onzil plus rare en forme de poisson